# 朝里インターチェンジ
朝里インターチェンジ（あさりインターチェンジ）は、北海道小樽市新光にある札樽自動車道のインターチェンジ。
当ICには朝里本線料金所も設置されている。隣となる小樽ICには料金所がなく、銭函IC以東・後志自動車道から小樽ICへ利用する自動車は通行料金をここで支払い、小樽ICから銭函IC以東へ利用する自動車はここで通行券を受け取るかETC情報を記録する。

## 歴史
- 1971年（昭和46年）12月4日：国道5号札幌小樽道路（札樽バイパス）として札幌西IC - 小樽IC間が暫定2車線で開通。
- 1973年（昭和48年）4月1日：札幌小樽道路が高速自動車国道（札樽自動車道）に昇格。
- 1974年（昭和49年）8月22日：札幌西IC - 小樽IC間が4車線化。
- 2018年（平成30年）6月27日：入口レーンの行先方向別化。
  - それ以前はどちらの方向に向かう自動車も入口レーンを共通で利用しており、小樽ICに料金所がない関係で変則的な対応が必要となっていた。札樽自動車道#料金を参照。
- 2018年 (平成30年）11月30日：後志自動車道開通に伴う下り線の流入ICの経路判別のため、札幌西IC方向（下り線）に本線料金所を設置[3]。
  - それ以前は、小樽ICから入った自動車は料金所を通らずに目的地まで利用することとなっていた。
- 2018年（平成30年）：12月までに、IC番号が「9」から「10」に変更された[4]。

## 周辺
桜
- 国立小樽海上技術学校

朝里
- 朝里海水浴場
- 朝里駅（JR北海道・函館本線）
- 朝里ショッピングセンター

新光
- スーパーセンタートライアル小樽朝里店
- 小樽天然温泉湯の花 朝里殿

朝里川温泉
- 朝里川温泉スキー場
- 朝里ダム
- 朝里ダム記念館
- 朝里大橋
- 札樽ゴルフ倶楽部

## 接続する道路
- 直接接続
  - 北海道道1号小樽定山渓線
  - 北海道道956号小樽環状線（北海道道1号小樽定山渓線との重用区間）

- 間接接続
  - 国道5号

## 料金所
総ブース数：10
入口（札幌方面）
- ブース数：2
  - ETC：1
  - 一般：1

入口（小樽方面）
- ブース数：1
  - ETC/一般：1

出口（札幌方面）
- ブース数：2
  - ETC専用：1
  - 一般：1

出口（小樽方面）
- ブース数：1
  - ETC/一般：1

朝里本線料金所（小樽方面）
- ブース数：4
  - ETC専用：2
  - 一般：2

朝里本線料金所（札幌方面）
- ブース数：3
  - ETC専用：1
  - ETC/一般：1
  - 一般：1

## 隣
E5A 札樽自動車道
(8) 銭函IC - 見晴BS - (9) 小樽JCT - 新光BS -  (10) 朝里IC/TB - (11) 小樽IC